# Inés Jiménez Lumbreras
Inés Jiménez Lumbreras (Madrid, 1915 o 1916 - Sant Adrià de Besòs, 13 de novembre de 1940) fou l'última dona republicana de la Presó de les Corts de Barcelona afusellada al camp de la Bota, víctima de la repressió franquista. Tenia 24 o 25 anys.

## Biografia
Inés era una estudiant madrilenya que abans d'abraçar la causa de la Segona República Espanyola, havia estat afiliada a la Joventut Catòlica i a l'Associació d'Estudiants Catòlics/FET. El 1936 va tenir una filla anomenada Hortènsia fruit de la relació amb un milicià amb el qual s'hauria casat civilment. En plena Guerra Civil es traslladà a Barcelona, deixant la nena, que no va tornar a veure mai més, a càrrec de la seva mare. Inés col·laborava activament en la defensa del govern legítim i va esdevenir agent del Servei d'Informació Militar (SIM) especialitzat en detectar emboscats, quintacolumnistes i traïdors a la causa republicana.
A finals del 1937 va conèixer Carmen Tronchoni Soria, una jove valenciana, falangista i activista del Socorro Blanco, implicada en la tasca de donar suport i aconseguir passaports i salconduits per als oficials rebels i persones de dretes que volien passar al bàndol nacional. Inés se'n va fer amiga i juntament amb Ricardo Basurto Clemente i José Frutos Soria, agents encoberts del SIM, es van oferir a acompanyar-la a València i facilitar-li el trasllat dels fugats, que foren allotjats en un hotel i després portats a una torre de Barcelona on foren detinguts el 28 de novembre de 1937. Carmen fou jutjada per delictes d'alta traïció i espionatge i afusellada al Castell de Montjuïc el març de 1938 Anys més tard, les seves restes foren exhumades i traslladades al Valle de los Caídos.
Acabada la guerra civil amb la derrota del bàndol republicà, la repressió franquista no es va fer esperar; Inés fou detinguda i reclosa a la Presó de les Corts el 21 de juny de 1939. Sotmesa a un consell de guerra sumaríssim, fou acusada de rebel·lió militar i de ser espia republicana. Fou condemnada a mort i passada per les armes al camp de la Bota la matinada del 13 de novembre de 1940 i posteriorment enterrada al Fossar de la Pedrera del Cementiri de Montjuïc.

## Memòria històrica
La dictadura del General Franco va retre honors i condecoracions a Carmen Tronchoni com heroïna i màrtir del Movimiento i li dedicà carrers, escoles i publicacions diverses. La figura d'Inés, en canvi, es va fondre en l'oblit i el silènci. La seva filla Hortènsia, que no havia conegut el pare, tenia uns quatre anys quan va perdre la mare, va ser criada per l'avia i enviada posteriorment a un convent de monges, sempre marcada per l'estigma de ser filla d'una roja. L'any 1959 va marxar al Canadà, es va casar i va tenir fills. No va ser fins als inicis del 2000, després del seu retorn a Espanya, que es posà en contacte amb l'historiador i escriptor Joan Corbalán Gil i amb l'Associació Pro-Memòria als Immolats per la Llibertat a Catalunya, que li van facilitar la manera d'accedir a la documentació del consell de guerra i visitar el fossar de la Pedrera, la fossa comuna on reposa la seva mare, de la qual conserva com a documents valuosissims, les cartes que li va enviar durant la guerra i abans d'ésser afusellada.

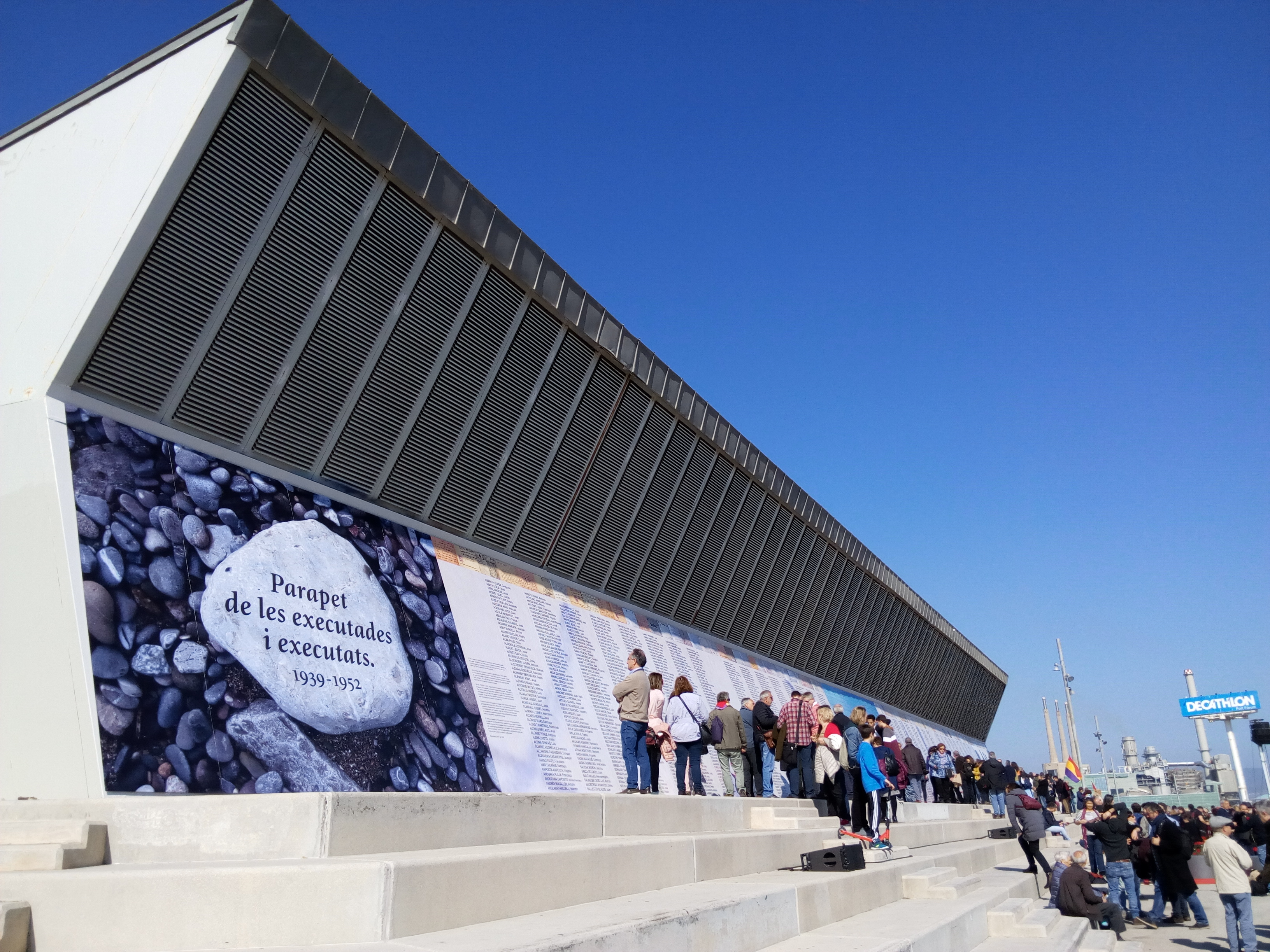
Parapet de les executades i executats al camp de la Bota

El 24 de febrer de 2019 en complir-se vuitanta anys d'aquelles execucions, L'Ajuntament de Barcelona va inaugurar l'espai de memòria el "Parapet de les executades i els executats" al districte de Sant Martí.